# SN1 반응
SN1 반응은 유기화학에서 치환반응의 한 종류이다. SN은 친핵성 치환을 뜻하고, 1은 속도 결정 단계가 단분자성임을 뜻한다. SN1 반응은 반응 중간체로 탄소 양이온이 존재하는 경우가 많고 2차 또는 3차 할로알케인의 반응에서 자주 볼 수 있다. 강한 산성 환경에서는 2차 또는 3차 알코올도 SN1 반응을 일으킬 수 있다.
1차 할로알케인의 경우에는 SN2 반응이 일어난다. 일반적으로 SN1 반응에서는 기질이 해리되어 탄소 양이온을 만드는데, 이 단계가 속도결정단계가 된다. 이후 친핵체가 탄소 양이온을 공격하여 치환반응이 완결된다. 탄소 양이온이 삼각 평면 구조를 가지기 때문에 결과물은 R형, S형이 모두 나타나는 라세미체가 생성되어야하지만 이온쌍의 관여에 의해 완전한 라세미화가 이루어지는 경우는 많지 않다.

## 메커니즘
SN1 반응의 메커니즘(mechanism)의 한 예시로 삼차뷰틸 브로민화물을 가수분해시켜 삼차뷰틸 알코올을 생성하는 반응이 있다.
이 SN1 반응은 다음 세 단계로 이루어진다.
- 삼차뷰틸 브로민화물은 C-Br 결합이 불균형적으로 분해되어 이탈기인 브로민 음이온과 중간체인 탄소 양이온이 만들어진다. 이 단계는 가장 느려서 전체 반응 속도를 결정하며, 가역반응이다.

탄소양이온과 친핵체의 재조합

- 친핵체 공격 : 탄소 양이온에 전자가 상대적으로 풍부한 산소가 친핵체가 되어 양전하를 띄는 중심탄소를 공격하여 결합이 형성된다.

- 탈양성자반응 : O-H결합에 관여하는 전자가 산소쪽으로 옮겨가고 수소양이온은 떨어져나와 물과 만난다. 이로써 반응이 종결된다.

## 반응속도론
SN2 반응과 달리 SN1 반응은 양성자 첨가 반응과 양성자 제거 반응을 제외한 두 단계로 이루어진다. 전체 반응 속도는 가장 느린 반응인 첫 번째 단계로 탄소 양이온형성에서 결정된다. 뒤에 이어지는 친핵체 공격은 반응 속도에 관여하지 않는다. 따라서 반응 속도는 친핵성도(nucleophilicity)와는 관련이 없고 오로지 반응물의 농도에 의해서만 결정된다. 즉 친핵체의 공격은 반응속도에 영향을 끼치지 못한다는 것이다.
속도=k[반응물]

## 같이 보기
- SN2 반응